# Curtain Call: The Hits
Curtain Call: The Hits es un álbum recopilatorio de grandes éxitos del cantante de hip-hop y rap Eminem, lanzado el 6 de diciembre de 2005. El álbum contiene tres nuevas canciones: "FACK", "Shake That" y "When I'm Gone", de las cuales sólo "FACK" no salió en video, tal vez por su alto contenido sexual.
Esta mixtape contiene (sin contar los nuevos) doce temas más exitosos de los discos: The Slim Shady LP, The Marshall Mathers LP, The Eminem Show y Encore, perteneciente solo una canción del álbum 8 Mile Soundtrack, siendo esta Lose Yourself.
En enero de 2010 Curtain Call: The Hits ha vendido en los Estados Unidos 6 206 588 de discos. En 2022 saldría la segunda parte titulado Curtain Call 2

## Lista de canciones
1. Intro 0:33
2. FACK 3:24
3. The Way I Am 4:50
4. My Name Is 4:27
5. Stan 6:43
6. Lose Yourself 5:25
7. Shake That (con Nate Dogg) 4:32
8. Sing for the Moment 5:39
9. Without Me 4:50
10. Like Toy Soldiers 4:54
11. The Real Slim Shady 4:43
12. Mockingbird 4:10
13. Guilty Conscience (con Dr. Dre) 3:19
14. Cleanin' Out My Closet 4:57
15. Just Lose It 4:06
16. When I'm Gone 4:45
17. Stan (con Elton John) (en vivo) 6:19

### Disco Bonus
1. Dead Wrong (con The Notorious B.I.G.) 4:57
2. Role Model 3:25
3. Kill You 4:24
4. Shit On You (con D12) 5:28
5. Criminal 5:12
6. Renegade (con Jay-Z) 5:36
7. Just Don't Give a Fuck 4:02

## Sencillos
- 2005 - FACK
- 2005 - When I'm Gone
- 2006 - Shake That

## Posiciones en lista
| U.S. Billboard 200 Albums | U.S. Billboard 200 Albums | U.S. Billboard 200 Albums | U.S. Billboard 200 Albums | U.S. Billboard 200 Albums | U.S. Billboard 200 Albums | U.S. Billboard 200 Albums | U.S. Billboard 200 Albums | U.S. Billboard 200 Albums | U.S. Billboard 200 Albums | U.S. Billboard 200 Albums | U.S. Billboard 200 Albums | U.S. Billboard 200 Albums | U.S. Billboard 200 Albums | U.S. Billboard 200 Albums | U.S. Billboard 200 Albums | U.S. Billboard 200 Albums | U.S. Billboard 200 Albums | U.S. Billboard 200 Albums | U.S. Billboard 200 Albums | U.S. Billboard 200 Albums | U.S. Billboard 200 Albums | U.S. Billboard 200 Albums | U.S. Billboard 200 Albums | U.S. Billboard 200 Albums | U.S. Billboard 200 Albums | U.S. Billboard 200 Albums | U.S. Billboard 200 Albums | U.S. Billboard 200 Albums | U.S. Billboard 200 Albums | U.S. Billboard 200 Albums |
| Semana                    | 01                        | 02                        | 03                        | 04                        | 05                        | 06                        | 07                        | 08                        | 09                        | 10                        | 11                        | 12                        | 13                        | 14                        | 15                        | 16                        | 17                        | 18                        | 19                        | 20                        | 21                        | 22                        | 23                        | 24                        | 25                        | 26                        | 27                        | 28                        | 29                        | 30                        |
| ------------------------- | ------------------------- | ------------------------- | ------------------------- | ------------------------- | ------------------------- | ------------------------- | ------------------------- | ------------------------- | ------------------------- | ------------------------- | ------------------------- | ------------------------- | ------------------------- | ------------------------- | ------------------------- | ------------------------- | ------------------------- | ------------------------- | ------------------------- | ------------------------- | ------------------------- | ------------------------- | ------------------------- | ------------------------- | ------------------------- | ------------------------- | ------------------------- | ------------------------- | ------------------------- | ------------------------- |
| Posición                  | 1                         | 1                         | 4                         | 3                         | 3                         | 4                         | 3                         | 8                         | 7                         | 9                         | 10                        | 8                         | 13                        | 15                        | 15                        | 19                        | 26                        | 36                        | 35                        | 30                        | 41                        | 48                        | 65                        | 60                        | 81                        |                           |                           |                           |                           |                           |